# Прапор Ісламського Емірату Вазиристан
Прапор Ісламського Емірату Вазірістан — прапор невизнаної держави Ісламський Емірат Вазиристан, незалежність якого була оголошена 14 лютого 2006 року.

## Історія
Прапор з'явився в 1920-1930-х роках XX століття, під час визвольної війни проти англійців (тоді Афганістан став незалежним у 1919-му, а Вазиристан, в середині 20-30 рр. XX ст.), як символ єдності племен в боротьбі з окупантами.
Прапор незвичайний для ісламського руху, оскільки це червоне полотно (а не біле, зелене або чорне), надпис на прапорі говорить «Аллаху Акбар» («Бог Великий»), замість Шахада.